# Weston (Virginie-Occidentale)
Pour les articles homonymes, voir Weston.
La ville de Weston est le siège du comté de Lewis, situé dans l’État de Virginie-Occidentale, aux États-Unis.

## Histoire
La ville s'appelle Fleshersville puis Preston avant d'adopter le nom de Weston en 1819. La ville devrait son nom à sa situation en parallèle de la West Fork River (en). Cependant, certains auteurs pensent qu'elle est nommée en l'honneur d'une personne ayant West comme nom de famille.

## Démographie
| Groupe            | Weston | Virginie-Occidentale | États-Unis |
| ----------------- | ------ | -------------------- | ---------- |
| Blancs            | 97,0   | 93,9                 | 72,4       |
| Métis             | 1,5    | 1,5                  | 2,9        |
| Noirs             | 0,8    | 3,4                  | 12,6       |
| Asiatiques        | 0,7    | 0,7                  | 4,8        |
| Autres            | 0,1    | 0,6                  | 7,3        |
| Total             | 100    | 100                  | 100        |
| Latino-Américains | 1,3    | 1,2                  | 16,7       |

## Personnalités
- Louis Bennett Jr. (1894-1918), pilote et as de l'aviation pendant la Première Guerre mondiale, né à Weston. L'aéroport de Weston est nommé Louis Bennett Field (en) en son honneur.